# USS Olympia (SSN-717)
| USS Olympia (SSN-717)      | USS Olympia (SSN-717)              | USS Olympia (SSN-717)              |
| -------------------------- | ---------------------------------- | ---------------------------------- |
| USS Olympia (SSN-717)      |                                    |                                    |
|                            |                                    |                                    |
|                            |                                    |                                    |
| Порт приписки              | Перл Харбор                        | Перл Харбор                        |
| Спуск на воду              | 30 квітня 1983 року                | 30 квітня 1983 року                |
| Виведений зі складу флоту  | 6 серпня 2020 року                 | 6 серпня 2020 року                 |
| Сучасний статус            | Неактивний                         | Неактивний                         |
| Проєкт                     |                                    |                                    |
| Тип ПЧ                     | USS                                | USS                                |
| Основні характеристики     |                                    |                                    |
| Швидкість (надводна)       | 20 вузлів                          | 20 вузлів                          |
| Швидкість (підводна)       | 20 вузлів                          | 20 вузлів                          |
| Робоча глибина занурення   | до 280 метрів                      | до 280 метрів                      |
| Гранична глибина занурення | до 450 метрів                      | до 450 метрів                      |
| Екіпаж                     | 12 офіцерів, 98 матросів           | 12 офіцерів, 98 матросів           |
| Розміри                    |                                    |                                    |
| Довжина найбільша (по КВЛ) | 110,3 метра                        | 110,3 метра                        |
| Ширина корпусу найб.       | 10 метрів                          | 10 метрів                          |
| Середня осадка (по КВЛ)    | 9,8 метрів                         | 9,8 метрів                         |
| Водотоннажність надводна   | 5885 тонн                          | 5885 тонн                          |
| Озброєння                  |                                    |                                    |
| Торпедно- мінне озброєння  | 4 × 21 в (533 мм) торпедні апарати | 4 × 21 в (533 мм) торпедні апарати |

«Олимпія» (англ. USS Olympia (SSN-717))— багатоцільовий атомний підводний човен, є 30-тим в серії з 62 підводних човнів типу «Лос-Анджелес», побудованих для ВМС США. Він став другим кораблем ВМС США, названим на честь міста Олімпія, столиці штату Вашингтон. Призначений для боротьби з підводними човнами і надводними кораблями противника, а також для ведення розвідувальних дій, спеціальних операцій, перекидання спецпідрозділів, нанесення ударів, мінування, пошуково-рятувальних операцій.

## Будівництво і введення в експлуатацію
Човен був побудований на верфі компанії Newport News Shipbuilding в Ньюпорт-Ньюс, штат Вірджинія, відповідно до контракту від 15 вересня 1977 року. Церемонія закладки кіля відбулася 31 березня 1981 року. Спущений на воду 30 квітня 1983 року. Спонсором корабля стала місіс Дороті Вільямс. Введений в експлуатацію 17 листопада 1984 року. У лютому 1986 прибув в порт приписки Перл-Гарбор, штат Гаваї.

## Служба
У 1998 році човен став першим підводним човном який базується на Тихому океані, який пройшов через Суецький канал за понад 35 років.
До серпня 2005 року човен сім разів був розгорнутий в західній частині Тихого океану.
1 квітня 2009 на човні було завершено трирічний капітальний ремонт вартістю 190,5 млн доларів США, який проходив на судноремонтному заводі в Перл-Гарбор.

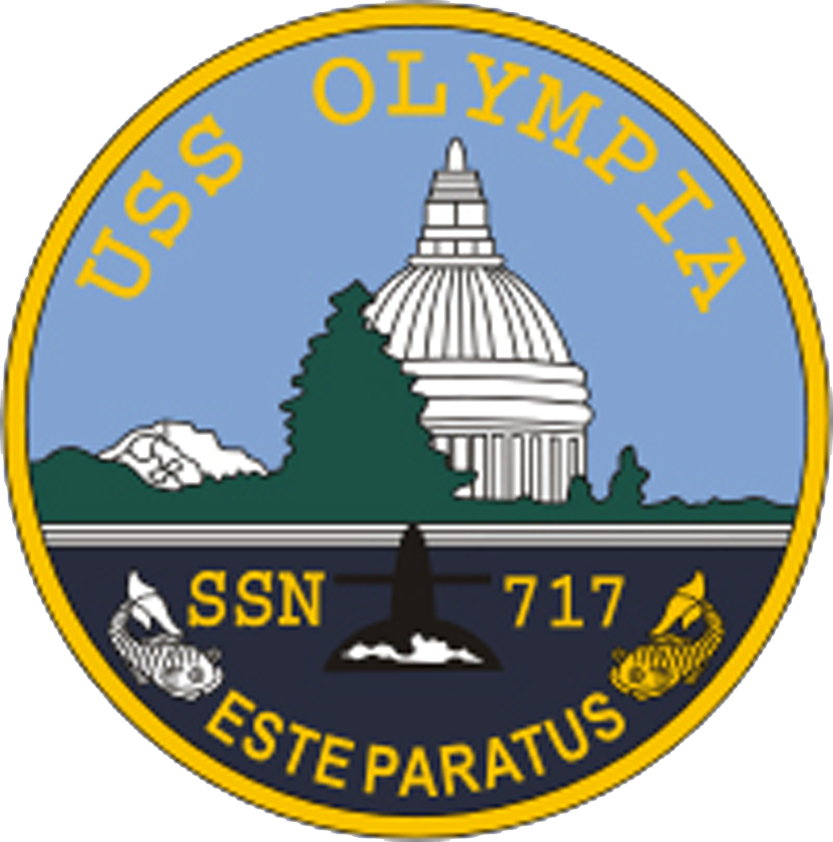
Емблема човна

18 червня 2010 року покинув порт приписки Перл-Гарбор для запланованого розгортання в західній частині Тихого океану, з якого повернувся 17 грудня.
8 серпня 2012 року покинув порт приписки для запланованого розгортання в західній частині Тихого океану. 4 жовтня прибув в затоку Субик-Бей (Філіппіни). 4 березня 2013 року повернувся в порт приписки.
25 серпня 2014 року покинув порт приписки для запланованого розгортання в західній частині Тихого океану, з якого повернувся 25 лютого 2015 року.
5 травня 2015 прибув у сухий док судноремонтного заводу в Перл-Харбор для проходження обмеженого ремонту, який був завершений в листопаді.
11 липня 2016 року покинув порт приписки для участі в міжнародному навчанні «RIMPAC 2016».
12 травня 2017 року покинув порт приписки для запланованого розгортання в західній частині Тихого океану. 23 травня з коротким візитом човен відвідав Сасебо, Японія. 26 травня знову завітав в Сасебо з коротким візитом. 31 травня прибув із запланованим візитом в Йокосука, Японія.
В 2019 році перед виведенням з експлуатації човен здійснив свій перший навколосвітній похід, який тривав сім місяців.
Коли в серпні 2018 року підводний човен USS Bremerton (SSN-698) був виведений з експлуатації, USS Olympia (SSN-717) став найстарішим в експлуатації підводним човном на флоті США. Коли USS Olympia (SSN-717) був виведений з експлуатації 29 жовтня 2019 року, USS  Chicago  (SSN-721) став найстарішим активним підводним човном ВМС США.